# Sis dies de Leipzig
Els Sis dies de Leipzig era una cursa de ciclisme en pista, de la modalitat de sis dies, que es corria a Leipzig (Alemanya). La seva primera edició data del 1928 però només va durar fins a l'any següent. Van passar gairebé 70 anys fins que es tornés a disputar, però no va tenir continuïtat.

## Palmarès
| Any     | Primers                               | Segons                                | Tercers                           |
| ------- | ------------------------------------- | ------------------------------------- | --------------------------------- |
| 1928    | Costante Girardengo · Antonio Negrini | Erich Junge · Willy Rieger            | Oskar Tietz · Jules Van Hevel     |
| 1929    | Karl Göbel · Emil Richli              | Paul Buschenhagen · Theo Frankenstein | Gottfried Hürtgen · Viktor Rausch |
| 1930-97 | No disputats                          |                                       |                                   |
| 1997    | Kurt Betschart · Bruno Risi           | Silvio Martinello · Marco Villa       | Jimmi Madsen · Jens Veggerby      |
| 1998    | Andreas Kappes · Etienne De Wilde     | Tayeb Braikia · Jimmi Madsen          | Jens Lehmann · Scott McGrory      |